# Marshevet Myers
Marshevet Myers, d. Marshevet Hooker (ur. 25 września 1984 w Dallas) – amerykańska lekkoatletka, sprinterka i skoczkini w dal.
Trenowana przez Jona Drummonda zawodniczka jest wielokrotną złotą medalistką mistrzostw NCAA i medalistką mistrzostw kraju (także w kategorii juniorek). W 2009 wygrała swój bieg eliminacyjny na 200 metrów podczas mistrzostw świata w Berlinie z najlepszym czasem spośród wszystkich biegów – 22,51, jednak nie ukończyła biegu półfinałowego i odpadła z dalszej rywalizacji.
W olimpijskim sezonie 2012 zrezygnowała ze startów z powodu ciąży.
Jej młodsza siostra – Destinee Hooker również uprawiała lekkoatletykę (rekord życiowy w skoku wzwyż – 1,98 m), od 2010 postanowiła się skoncentrować na innej dyscyplinie sportowej, w której odnosi sukcesy – siatkówce.

## Osiągnięcia
| Rok  | Impreza                     | Miejsce   | Konkurencja        | Lokata     | Wynik |
| ---- | --------------------------- | --------- | ------------------ | ---------- | ----- |
| 2002 | Mistrzostwa świata juniorów | Kingston  | bieg na 100 m      | 3. miejsce | 11,48 |
| 2002 | Mistrzostwa świata juniorów | Kingston  | sztafeta 4 x 100 m | 2. miejsce | 43,66 |
| 2008 | Igrzyska olimpijskie        | Pekin     | bieg na 200 m      | 5. miejsce | 22,34 |
| 2008 | Światowy Finał IAAF         | Stuttgart | bieg na 200 m      | 2. miejsce | 22,69 |
| 2008 | Światowy Finał IAAF         | Stuttgart | bieg na 100 m      | 3. miejsce | 11,06 |
| 2009 | Mistrzostwa świata          | Berlin    | bieg na 200 m      | półfinał   | DNF   |
| 2011 | Mistrzostwa świata          | Daegu     | sztafeta 4 x 100 m | 1. miejsce | 41,56 |

## Rekordy życiowe
- bieg na 100 m – 10,86 (2011) / 10,76w (2008)
- bieg na 200 m – 22,34 / 22,20w (2008)
- Skok w dal (stadion) – 6,65 / 6,89w (2005)
- Skok w dal (hala) – 6,83 (2011)